# Mieczysław Wróblewski (oficer marynarki)
Mieczysław Wróblewski (ur. 8 lutego 1916 w Zamościu, zm. 26 czerwca 2009 we Wrocławiu) – polski wojskowy, oficer Marynarki Wojennej, uczestnik obrony Wybrzeża w 1939 roku, więzień oflagów, po zakończeniu II wojny światowej ponownie w Marynarce Wojennej, między innymi jako dowódca trałowców „Żuraw” i „Delfin”. Po zwolnieniu ze służby pracował w żegludze śródlądowej, a także jako ekspert Organizacji Narodów Zjednoczonych w Afryce. Autor podręcznika Teoria prowadzenia statku.

## Życiorys
Po ukończeniu w 1935 roku Korpusu Kadetów nr 2 w Chełmnie Mieczysław Wróblewski został przyjęty do Szkoły Podchorążych Marynarki Wojennej w Toruniu. Promocję oficerską uzyskał 15 października 1938 roku. Po odbyciu aplikacji i okresie służby w Kadrze Floty w Gdyni, 1 marca 1939 roku otrzymał przydział jako oficer wachtowy na trałowcu „Rybitwa”. Na jego pokładzie wziął udział w rejsie do portów łotewskich i estońskich na przełomie lipca i sierpnia oraz w pierwszym okresie wojny obronnej we wrześniu 1939 roku.
1 września uczestniczył w bitwie powietrzno-morskiej na Zatoce Gdańskiej, doznając trwałego uszkodzenia słuchu. Pozostał jednak w składzie załogi „Rybitwy” do momentu jej rozbrojenia 17 września, a następnie wziął udział w obronie Helu jako żołnierz pozycji obronnej na odcinku „Jastarnia”. Po kapitulacji 2 października dostał się do niewoli niemieckiej. Przebywał w oflagach X B Nienburg, XVIII C Spittal i II C Woldenberg. Był członkiem konspiracji obozowej, między innymi uczestniczył w przemycie odbiornika radiowego, służącego do nielegalnego nasłuchu. Uwolniony 30 stycznia 1945 roku powrócił do Polski.
Latem tegoż roku, zweryfikowany w stopniu porucznika marynarki, został przywrócony do służby w Marynarce Wojennej. W 1946 roku został członkiem misji rewindykacyjnej polskich trałowców z Travemünde. W marcu ponownie został oficerem wachtowym „Rybitwy”, na której przypłynął do Polski. Do 1947 roku pełnił funkcję oficera flagowego Dowódcy MW, kontradmirała Adama Mohuczego. Następnie, awansowany do stopnia kapitana, objął dowodzenie trałowcem „Żuraw”. Pełnił również funkcję oficera artylerii Flotylli Trałowców, a następnie dowódcy trałowca „Delfin” i 3. Dywizjonu Flotylli Trałowców. Od końca 1949 roku pełnił funkcję dyrektora nauk i zastępcy komendanta Szkoły Specjalistów Morskich w Ustce. 18 lutego 1952 roku został zwolniony ze służby w okresie czystek stalinowskich, w stopniu komandora podporucznika.
Od 1953 roku zamieszkał we Wrocławiu, gdzie podjął pracę w Zarządzie Okręgowym Dróg Wodnych. Dziesięć lat później objął stanowisko kierownika Inspektoratu Żeglugi Śródlądowej we Wrocławiu. Był również głównym nawigatorem w Zjednoczeniu Żeglugi Śródlądowej i Stoczni Rzecznych oraz wykładowcą w Technikum Żeglugi Śródlądowej we Wrocławiu, autorem podręcznika Teoria prowadzenia statku. W latach 1980–1981 oraz 1984–1985 był delegowany jako specjalista i ekspert w dziedzinie żeglugi śródlądowej Komisji Gospodarczej Narodów Zjednoczonych do spraw Afryki do Etiopii i innych krajów afrykańskich. Uczestniczył w charakterze eksperta w pracach Europejskiej Komisji Gospodarczej. Był aktywnym działaczem Ligi Morskiej i Stowarzyszenia Marynarki Wojennej, fotografikiem – dokumentował między innymi dzieje żeglugi śródlądowej, jego fotografie były wystawiane w Polsce i za granicą, autorem publikacji fachowych i wspomnieniowych.
Był odznaczony między innymi Krzyżem Kawalerskim Orderu Odrodzenia Polski, Krzyżem Walecznych Złotym i Srebrnym Krzyżem Zasługi, Medalem Zwycięstwa i Wolności oraz Medalem „Pro Memoria”. 23 września 2004 roku został awansowany do stopnia komandora porucznika w stanie spoczynku. Zmarł w 2009 roku i został pochowany na wrocławskim cmentarzu św. Wawrzyńca.

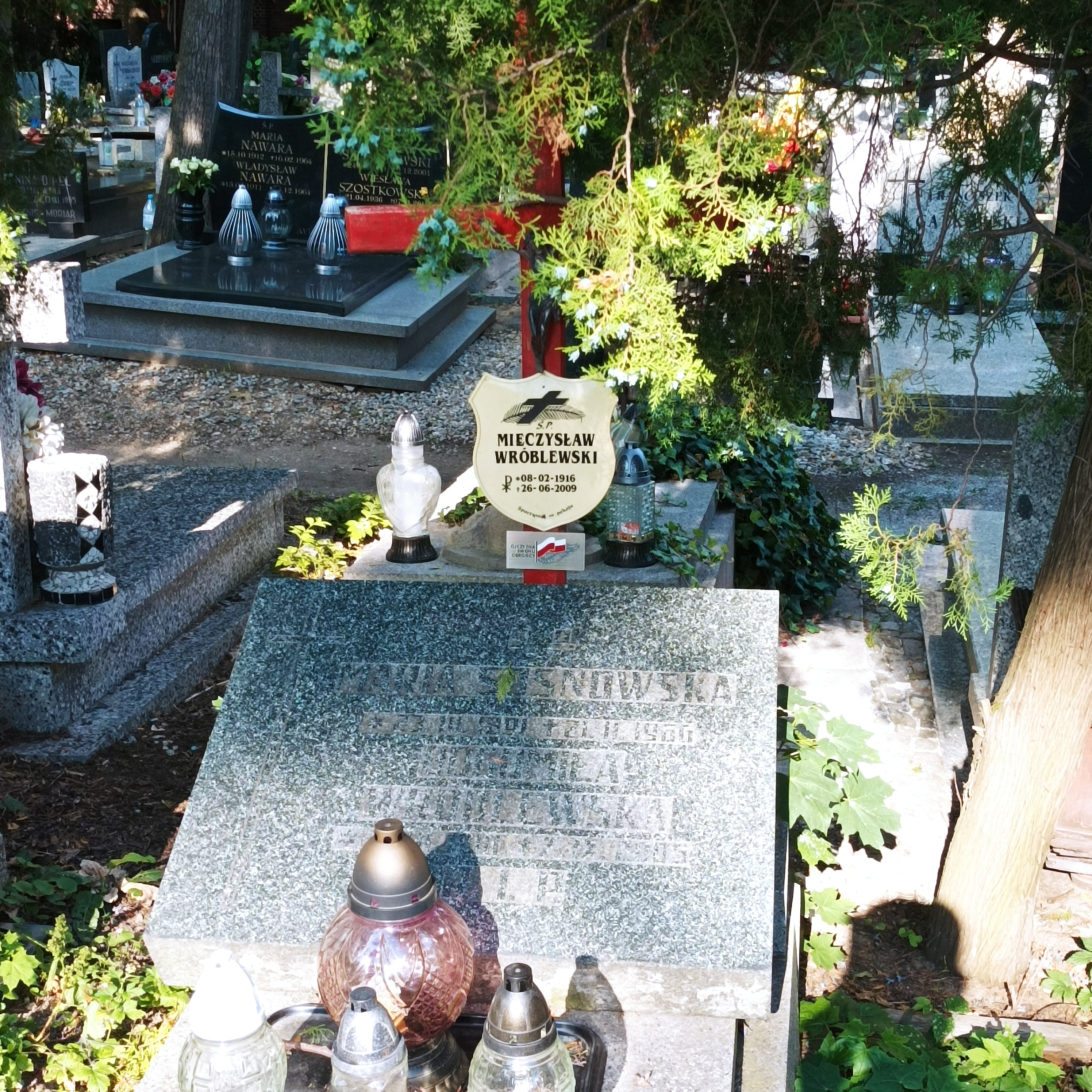
Grób Mieczysława Wróblewskiego na cmentarzu św. Wawrzyńca we Wrocławiu w 2023